# Stor-Räbben
Stor-Räbben är ett naturreservat i Piteå kommun i Norrbottens län.
Området är naturskyddat sedan 1969 och är 101,4 kvadratkilometer stort. Reservatet omfattar öarna Mellerstön (södra delen), Lill-Räbben och Stor-Räbben. Reservatet består av strandängar och på Mellerstön av myrmarker, lövskogar, sumpskogar och gammal grandominerad naturskog.